# Venturiaceae
Venturiaceae E. Müll. & Arx ex M.E. Barr – rodzina grzybów z rzędu Venturiales.

## Charakterystyka
Grzyby mikroskopijne, saprotrofy i pasożyty roślin. Tworzą pseudotecja, zwykle zanurzone w tkankach porażonych roślin. Mają kulisty, lub zbliżony do kuli kształt, często pokryte są szczecinkami, szczególnie przy ujściu szerokich ostioli. Ich ściana zbudowana jest z małych komórek pseudoparenchymy. Worki grubościenne, cylindryczne z nibywstawkami, czasami w dojrzałych pseudoperytecjach zanikającymi. Askospory dwukomórkowe, o komórkach różnej wielkości, kształcie jajowatym lub elipsoidalnym i barwie żółtawej, zielonkawej, brunatnej, czasami hialinowe.
Przedstawiciele tej rodziny najliczniej występują w Ameryce Północnej. Opisano ponad 30 rodzajów, w Polsce znanych jest tylko kilka. Największe z nich znaczenie ma rodzaj Venturia. Anamorfy powstają powszechnie.

## Systematyka
Pozycja w klasyfikacji według Index Fungorum
Venturiaceae, Venturiales, Pleosporomycetidae, Dothideomycetes, Pezizomycotina, Ascomycota, Fungi.
Rodzaje
Według aktualizowanej klasyfikacji Index Fungorum bazującej na Dictionary of the Fungi do rodziny tej należy kilkadziesiąt rodzajów. Niektóre z nich:

- Acantharia Theiss. & Syd. 1918
- Apiosporina Höhn. 1910
- Coleroa Rabenh. 1850
- Fusicladium Bonord. 1851
- Napicladium Thüm. 1875
- Venturia Sacc. 1882[2].